# Slag bij Qarqar

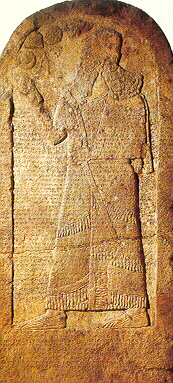
Kurkh stèle van Salmanasser met het verslag van de slag bij Qarqar

De Slag bij Qarqar (of Karkar) werd uitgevochten in 853 v.Chr. toen de krijgsmacht van Assyrië, geleid door koning Salmanasser III, bij Qarqar oog in oog kwam te staan met de krijgsmacht van een alliantie van 12 koningen, geleid door Hadadezer (of Benhadad II) van Damascus. Deze slag is bijzonder door het grote aantal strijders, meer dan enig veldslag voordien, en door de eerste vermelding van een aantal volkeren in de geschreven historie (zoals de Arabieren). De veldslag is beschreven op de Kurkh monoliet.
Volgens de later opgerichte inscriptie van Salmanasser, was hij begonnen aan zijn jaarlijkse campagne met zijn vertrek uit Ninive op de 14de dag van Aiaru. Hij stak zonder incidenten zowel de Tigris als de Eufraat over en ontving onderweg overgave en tribuut van verscheidene steden, inclusief die van Aleppo. Eenmaal voorbij Aleppo ging hij de confrontatie aan met troepen van Iruleni, koning van Hamath, die hij prompt versloeg; als vergelding plunderde hij zowel het paleis als de steden in Iruleni's koninkrijk. Na de plundering van Qarqar kwam hij tegenover de geallieerde strijdmachten te staan bij de Orontes rivier.
Salmanasser's inscriptie beschrijft in aanzienlijk detail de strijdkrachten van zijn opponent Hadadezer:
1. Hadadezer van Aram-Damascus zelf commandeerde 1200 strijdwagens, 1200 cavaleristen en 20.000 soldaten;
2. Iruleni van Hamath commandeerde 700 strijdwagens, 700 cavaleristen en 10.000 soldaten;
3. Koning Achab van het Koninkrijk Israël stuurde 2000 strijdwagens en 10.000 soldaten;
4. Het land van Kizzuwadne (Byblos) stuurde 500 soldaten;
5. Het land van Musri stuurde 1000 soldaten;
6. Koning Irqanata stuurde 10 strijdwagens en 10.000 soldaten;
7. Koning Matinu-ba'lu van Arwad stuurde 200 soldaten;
8. Koning Usannata stuurde 200 soldaten;
9. Koning Adunu-ba'lu van Shianu stuurde 30 strijdwagens en "duizenden" soldaten;
10. Koning Gindibu van Arabië stuurde 10.000 kameel-rijders;
11. Koning Ba'asa, zoon van Ruhubi van de Ammonieten stuurde "honderden" soldaten;

Salmanasser pochte dat zijn troepen 14.000 slachtoffers had toegebracht aan het geallieerde leger en talloze strijdwagens en paarden buitgemaakt had. Hij beschrijft de schade die hij toegediend had aan zijn opponenten in gruwelijke details. Echter, de inscripties van koningen uit de periode geven nooit nederlagen toe en claimen soms zelfs overwinningen van voorvaders of voorgangers. Zelfs als Salmanasser een duidelijke overwinning behaalde in Qarqar, dan nog maakte dit niet een snelle verdere verovering van Syrië door Assyrië mogelijk. Assyrische bronnen maken duidelijk dat Salmanasser meerdere campagnes in de regio uitvoerde in de volgende decennia, waarbij hij nog zes keer de strijd aanbond met Hadadezer, die minstens twee maal gesteund werd door Iruleni van Hamath. Salmanassers opponenten hielden vast aan hun troon na deze veldslag: Hadadezer was koning van Damascus zeker tot 841 v.Chr., terwijl Achab koning van Israël was tot ca. 850 v.Chr.

## Tweede slag bij Qarqar (720 v.Chr.)
In 720 v.Chr. vond een tweede slag bij Qarqar plaats. De Assyrische koning Sargon II stond er, net als zijn voorganger, tegenover een Syrische coalitie. En opnieuw wisten de Assyriërs hun vijanden te verslaan. Sargon veroverde na deze slag o.a. Arpad en Damascus.